# Freddy Guzmán
Freddy Antonio Guzmán (Santo Domingo, 20 de janeiro de 1981) é um jogador profissional de beisebol dominicano.

## Carreira
Freddy Guzmán foi campeão da World Series 2009 jogando pelo New York Yankees.